# Туркменістан (телерадіокомпанія)
«Туркменістан» (туркм. «Türkmenistan» teleradiokompaniýasy) — туркменський телеканал, створений 12 вересня 2004. Як і інші телеканали Туркменії, він підконтрольний Координаційній раді з телебачення та радіомовлення при Кабінеті Міністрів Туркменії. Телеканал створено з метою ознайомлення міжнародної спільноти з досягненнями Туркменії, що здійснюються в країні перетвореннями у всіх сферах державного та суспільного життя, а також на користь подальшого вдосконалення інформаційної системи. Як і «Алтин Асир», позиціонує себе як головний телеканал країни.
Телеканал транслюється семи різними мовами: туркменською, російською, англійською, французькою, китайською, арабською та перською.
Штаб-квартира телекомпанії знаходиться в Ашгабаді .